# DistroWatch
DistroWatch – serwis informacyjny o dystrybucjach systemów z rodzin GNU/Linux, *BSD i Solaris, oraz o systemach Haiku i MINIX
Został zaprojektowany i jest rozwijany oraz zarządzany przez Ladislava Bodnara. Wiadomości są dostępne w języku angielskim, a interfejs użytkownika jest do wyboru w jednym z 45 języków, w tym polskim. Serwis zawiera podstawowe informacje o każdej dystrybucji, kontrowersyjny ranking ich popularności, recenzje oraz aktualności o najnowszych wydaniach.